# Dohrniphora diminuens
Dohrniphora diminuens är en tvåvingeart som först beskrevs av Schmitz 1935.  Dohrniphora diminuens ingår i släktet Dohrniphora och familjen puckelflugor. Inga underarter finns listade i Catalogue of Life.